# Уметић
Уметић је насељено место у општини Доњи Кукурузари, у Банији, Република Хрватска.

## Историја
Уметић се од распада Југославије до августа 1995. године налазио у Републици Српској Крајини. До територијалне реорганизације у Хрватској насеље се налазило у саставу бивше велике општине Костајница.

## Становништво
Насеље је према попису становништва из 2011. године имало 73 становника.
| Националност       | 1991.      |
| Срби               | 136 (100%) |
| Хрвати             | 0          |
| Југословени        | 0          |
| остали и непознато | 0          |
| Укупно             | 136        |

## Знамените личности
- Светозар Боројевић, фелдмаршал аустроугарске војске